# Szatmári Juhos László
Szatmári Juhos László (Szatmárnémeti, 1947. június 27. –) romániai magyar szobrász.

## Életpályája
1961–1966 között a marosvásárhelyi Zene és Képzőművészeti Gimnázium diákja volt, ahol Hunyadi László szobrász, Izsák Márton szobrász és Nagy Pál festő oktatták. Képzőművészeti tanulmányait Kolozsváron kezdte. 1968–1971 a kolozsvári Ion Andreescu Képzőművészeti Főiskola hallgatója volt; itt Löwith Egon Márk tanította. Áttelepülése (1971) után Budapesten fejezte be; a Magyar Képzőművészeti Főiskola szobrász szakán végzett 1972–1975 között; Mikus Sándor szobrász oktatta. 1993-ban létrehozta, és 2007-ig minden évben megrendezte a Szekszárdi Forma Symposion nemzetközi bronz szobrászati alkotótábort.
Számtalan egyéni és közös kiállításon vett részt. Jelenleg Szekszárdon él. Tagja a Magyar Alkotóművészek Országos Egyesületenek, a Magyar Szobrász Társaságnak, a Kapos Art Képző- és Iparművészeti Egyesületnek.

## Magánélete
Felesége, Csuhaj Tünde Európa-szerte ismert alkotó. Négy gyermeke közül Janka lánya követte a képzőművész pályán, aki ékszertervező Budapesten.

## Munkái

### Festmények
- Boszorkányszombat
- Gardrob 1.-2.
- Pókolózok
- Holdfogyatkozás

### Szobrok

#### Köztéri alkotások
- Gyermekélet (Tamási, 1979)
- Szarvas (faszobor, Inowrocław, 1980)
- Életfa (faszobor, Lendva, 1987)
- Tolna megye geometriai központja (faszobor, Felsőnána, 1987)
- Csata emlékmű (Ozora, 1987)
- Kapcsolódás (faszobor, Felsőnána, 1988)
- 1956-os emlékmű (Tolna, Hősök tere, 1989)
- II. Béla király (bronz dombormű, Bátaszék, 1990)
- II. világháborús emlékmű (Seregélyes, 1991)
- II. világháborús emlékmű (Nagykarácsony, 1991)
- II. világháborús emlékmű (Bölcske, 1992)

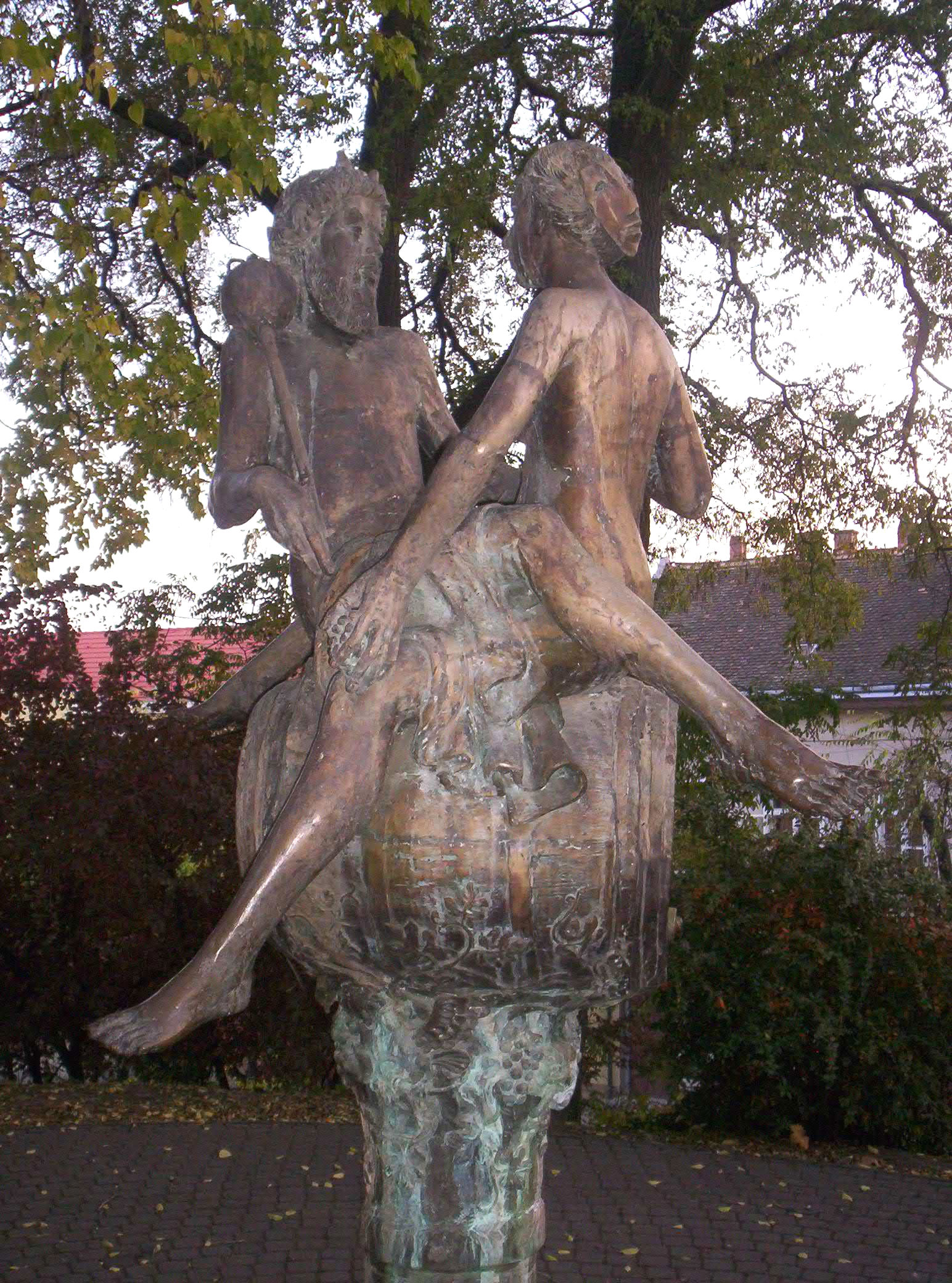
A „Borkút” Szekszárdon. Szatmári Juhos László szobrászművész alkotása

- II. Világháborús emlékmű (Mözs, 1993)
- Borkút (Régi Vármegyeháza, Szekszárd, 1994)

- I. Béla király (Szekszárd, 1994)
- II. Világháborús emlékmű (Tolna, Hősök tere, 1998)
- A lány és a szarvas (Szekszárd-Palánk, 2004)
- Holocaust emlékmű (Szekszárd, Művészetek Háza előtti tér, 2004)

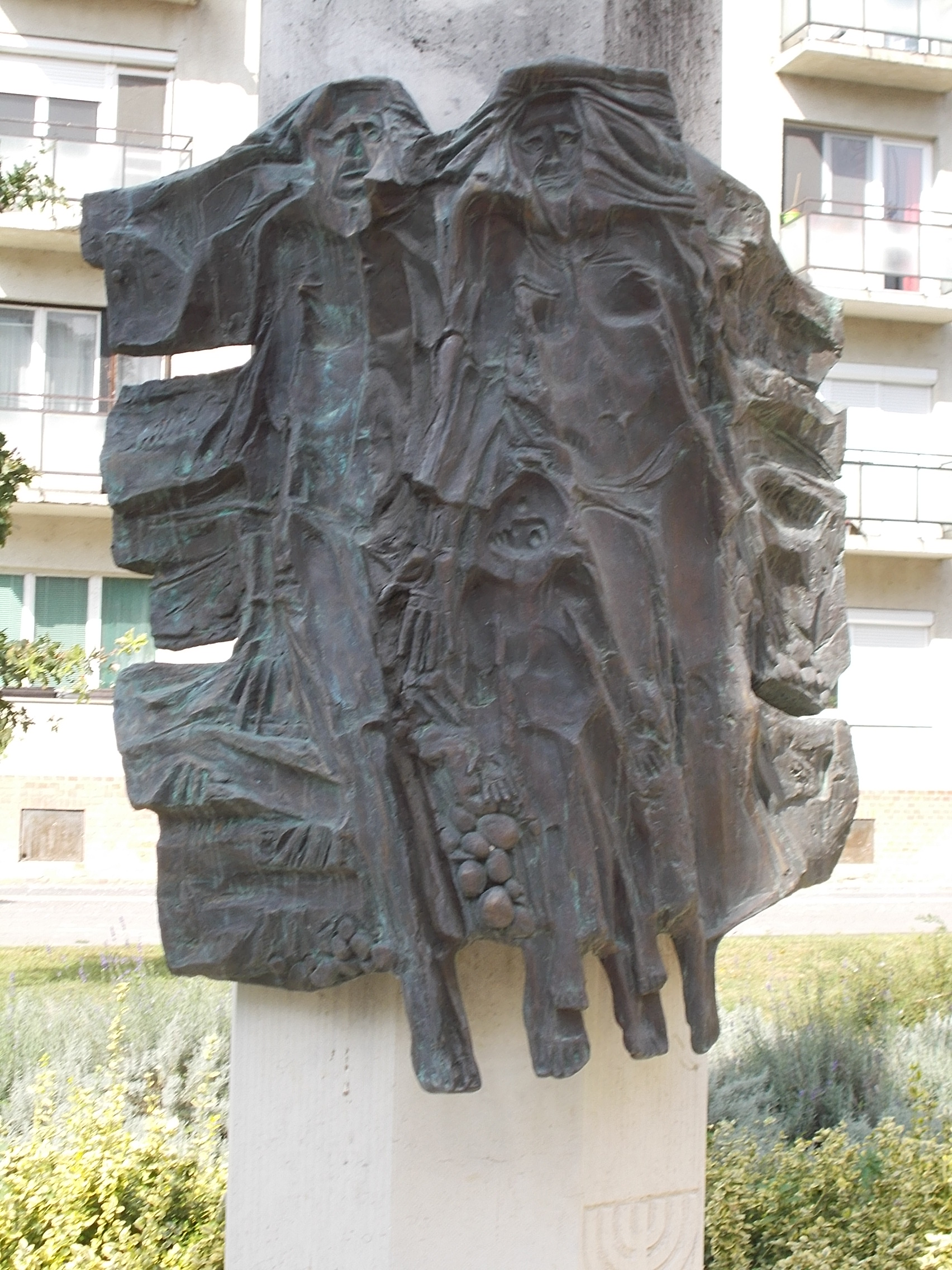
Holokauszt-emlékmű (Juhos László, 2004, bronz, nmodern, izraelita). Az "égő áldozat" ábrázolása látható a kapcsolt műlapon, egy anya és gyermeke, ahogy – mint ismert -, a lágerekben először az asszonyokat és gyermekeket küldték a krematóriumokba

- Gyűrűkert (Vármegyeháza udvara, Szekszárd)
- Rockenbauer Pál-emlékkopjafa (Szekszárd, Pollack Mihály u. 2-6.)
- Gyámolítás (Szekszárd-Kórház)
- Pénzverő (Szekszárd, OTP ügyféltér)

#### Bronz szobrok, kisplasztikák
- Gyermekvédő
- …és nem jött a kedves
- Madárpár
- Tükörtojás
- Hegedűs
- Kakaspörkölt lesz
- Csiga
- Sír kalitka
- Bárka 1.
- Hintó
- Szarvastánc (2004)
- Növekedés (2004)
- Gyűrűkert (2004)
- Rőzsekordé (2004)
- Tépett képeslap (2004)
- Poroló (2004)
- Bárka 2.
- Fuvaros (2004)
- Vándorhegedűs (2004)
- Maszkárus (2004)
- Bül-Bül (2004)
- Bu-vár
- Borkínáló
- Apám emlékére (2004)
- Csillagképek (Bika, Oroszlán, Vízöntő, Mérleg, Rák, Halak, Szűz, Nyilas, Bak, Kos, Skorpió, Ikrek)

#### A Forma Symposion kivitelezésében
- Camera obscura (Szekszárd)
- Párhuzamosok találkozása (Szekszárd)
- Évezred kapuja (Szekszárd)

## Egyéni kiállításai
- 1976, 1982 Szekszárd
- 1980 Simontornya
- 1982, 1991 Bonyhád
- 1983 Baja
- 1985, 1988, 1994 Paks
- 1989 Tolna
- 1991 Tamási

## Díjai
- Tolna Megyei Művészetért Plakett (2003)[2]